# Натынчик, Уолтер
Уо́лтер Джо́н Наты́нчик (/nəˈtɪntʃɪk/; англ. Walter John Natynczyk) — бывший начальник штаба обороны Канадских вооружённых сил.
Президент канадского космического агентства (CSA) с 6 августа 2013 г .

## Биография
Натынчик родился в Виннипеге 29 октября 1957 г. Его отец имел польское происхождение, а мать — немецкое. Вырос в центральном районе Виннипега вместе с двумя своими сёстрами. До начала своей военной карьеры подрабатывал разносчиком газеты Виннипег фри пресс и поваром в заведении быстрого питания.
Натынчик — отец троих детей, все из которых служат в вооружённых силах.